# Leptura aurosericans
Leptura aurosericans är en skalbaggsart som beskrevs av Leon Fairmaire 1895. Leptura aurosericans ingår i släktet Leptura och familjen långhorningar.
Artens utbredningsområde är Laos. Inga underarter finns listade i Catalogue of Life.